# أونو هويز
أونو هويز (بالهولندية: Onno Hoes) (من مواليد 5 يونيو 1961) هو رجل أعمال وسياسي هولندي من حزب الشعب من أجل الحرية والديمقراطية. شغل منصب رئيس البلدية المؤقت لمدينة هارلميرمير من 28 نوفمبر 2017 حتى 10 يوليو 2019.
كما شغل منصب رئيس بلدية ماستريخت من 1 نوفمبر 2010 حتى 30 يونيو 2015. وكان كذلك رئيسًا للمركز الهولندي للمعلومات والتوثيق الإسرائيلي بين 11 مارس 2010 و12 أكتوبر 2014. شغل هويز قبل أن يصبح رئيسًا لبلدية ماستريخت العديد من المناصب السياسية. كان عضوًا في البرلمان الإقليمي لمقاطعة شمال برابنت من عام 1992 إلى عام 2003 وعضوا في المجلس البلدي لمدينة سيرتوخيمبوس بين عامي 1993 و1998، كان عضوًا في السلطة التنفيذية الإقليمية في شمال برابانت. وتعامل مع مواضيع مختلفة مثل التنمية الاقتصادية والعلاقات الدولية وعلم البيئة.
كشف هويز في عام 2013 أن لديه العديد من العلاقات خارج نطاق الزواج منذ انتخابه رئيسًا لبلدية ماستريخت. اندلعت الفضيحة علنًا مما أدى إلى تصويت مجلس مدينة ماستريخت على سحب الثقة.
أعلن أونو هويز استقالته من منصب رئيس بلدية ماستريخت في 10 ديسمبر، وذلك على الرغم من نجاته من تصويت سحب الثقة في المجلس. وعرض هويس البقاء في المنصب حتى تعيين رئيس بلدية جديد.

## الحياة الخاصة
لدى هويز خلفية يهودية جزئية، إذ أن والدته يهودية ووالده كاثوليكي. كان متزوجا من المذيع التلفزيوني الهولندي ألبرت فيرليند. كان الزوجان قد أعلنا عن طلاقهما في عام 2014، ولكن ذلك لم يتم رسميا ولايزالان متزوجين قانونيا مع تصريحهما بأن علاقتهما مع بعضهما «جيدة». وتعتبر الممثلة أيسا هويز أخته.